# Estación Ciudad 2000
Ciudad 2000 es la octava estación de la Línea Este del Metro de Fortaleza en el sentido Edson Queiroz. La estación está todavía en construcción y atenderá un importante barrio en desarrollo de Fortaleza: ciudad 2000.

## Características
Será implantada con la intención de atender a la demanda de Ciudad 2000, importante barrio con gran densidad poblacional, indicador del potencial de ocupación que el vector sureste puede tener en términos de crecimiento. Las salas técnicas y operacionales, así como un pequeño conjunto de comercios en el mismo bloque, serían construidos en esa área, que aporta uno de los accesos así como un estacionamiento, además de una plataforma de embarque y desembarque de pasajeros.
- Datos: Q17854307